# Jasper County (Georgia)
Das Jasper County ist ein County im Bundesstaat Georgia der Vereinigten Staaten. Der Verwaltungssitz (County Seat) ist Monticello und wurde benannt nach der Heimat von Präsident Thomas Jefferson.

## Geographie
Das County liegt im mittleren Norden von Georgia und hat eine Fläche von 968 Quadratkilometern, wovon acht Quadratkilometer Wasserfläche sind, und grenzt im Uhrzeigersinn an folgende Countys: Morgan County, Putnam County, Jones County, Monroe County, Butts County und Newton County.
Das County ist Teil der Metropolregion Atlanta.

## Geschichte
Jasper County wurde am 10. Dezember 1807 als 34. County in Georgia aus Teilen des Baldwin County gebildet. Benannt wurde es nach Sergeant William Jasper, einem Helden des Revolutionskrieges.

## Demografische Daten

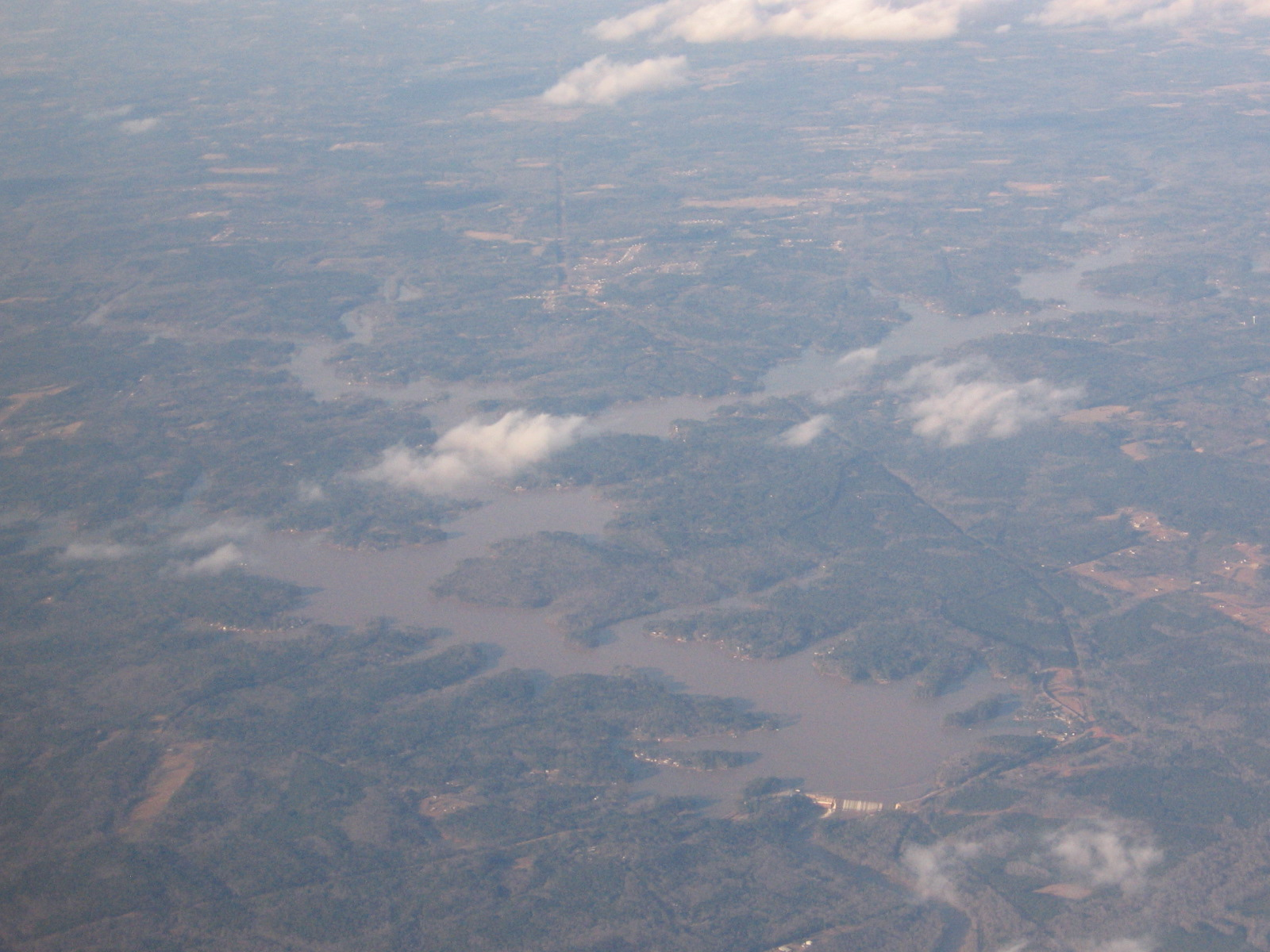
Blick über den Lloyd Shoals Dam

Laut der Volkszählung von 2010 verteilten sich die damaligen 13.900 Einwohner auf 5.044 bewohnte Haushalte, was einen Schnitt von 2,74 Personen pro Haushalt ergibt. Insgesamt bestehen 6.153 Haushalte.
74,9 % der Haushalte waren Familienhaushalte (bestehend aus verheirateten Paaren mit oder ohne Nachkommen bzw. einem Elternteil mit Nachkomme) mit einer durchschnittlichen Größe von 3,15 Personen. In 36,2 % aller Haushalte lebten Kinder unter 18 Jahren sowie in 25,6 % aller Haushalte Personen mit mindestens 65 Jahren.
27,5 % der Bevölkerung waren jünger als 20 Jahre, 24,1 % waren 20 bis 39 Jahre alt, 29,5 % waren 40 bis 59 Jahre alt und 19,1 % waren mindestens 60 Jahre alt. Das mittlere Alter betrug 39 Jahre. 49,8 % der Bevölkerung waren männlich und 50,2 % weiblich.
73,9 % der Bevölkerung bezeichneten sich als Weiße, 21,8 % als Afroamerikaner, 0,4 % als Indianer und 0,2 % als Asian Americans. 2,0 % gaben die Angehörigkeit zu einer anderen Ethnie und 1,7 % zu mehreren Ethnien an. 3,7 % der Bevölkerung bestand aus Hispanics oder Latinos.
Das durchschnittliche Jahreseinkommen pro Haushalt lag bei 42.368 USD, dabei lebten 20,7 % der Bevölkerung unter der Armutsgrenze.

## Kultur und Sehenswürdigkeiten

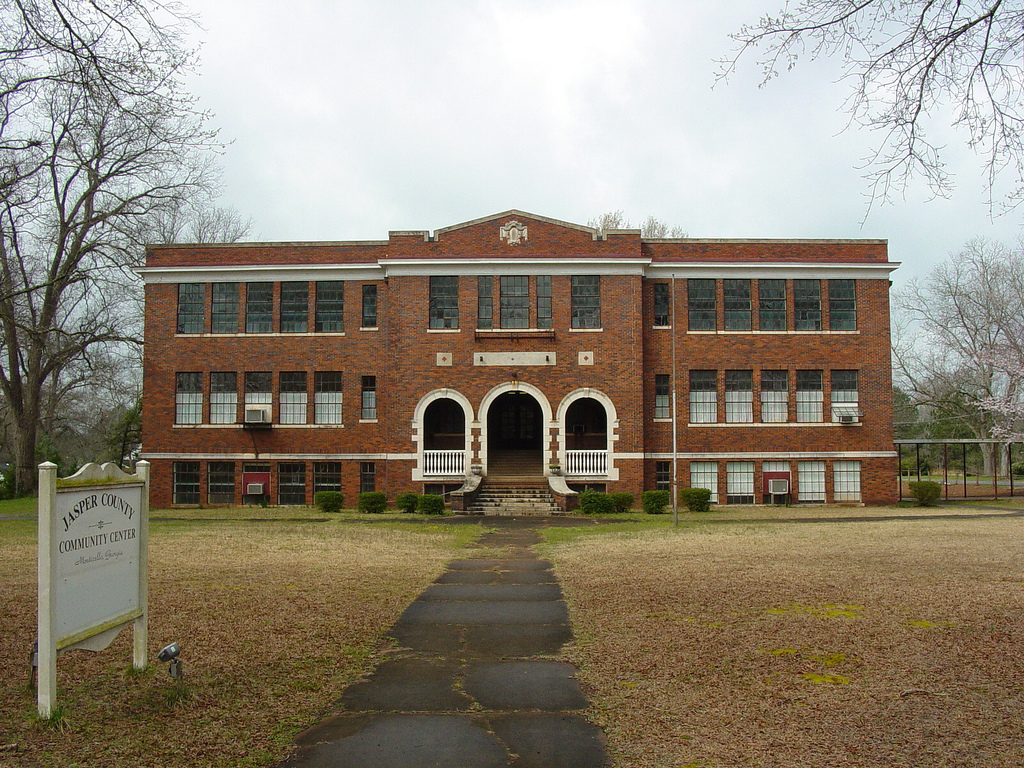
Monticello High School (2004). Das Schulgebäude entstand im Jahr 1922 in T-Form und stellte die erste High School für das gesamte Jasper County dar. Im Dezember 1978 wurde die Monticello High School als zweites Objekt im County in das NRHP eingetragen.

Sieben Bauwerke und historische Bezirke (Historic Districts) im Jasper County sind im National Register of Historic Places („Nationales Verzeichnis historischer Orte“; NRHP) eingetragen (Stand 29. Januar 2024), neben dem Gerichts-Verwaltungsgebäude des County sind dies unter anderem der historische Ortskern von Monticello und eine Schule.

## Orte im Jasper County
Orte im Jasper County mit Einwohnerzahlen der Volkszählung von 2010:
City:
- Monticello (County Seat) – 2657 Einwohner

Town:
- Shady Dale – 249 Einwohner